# Automatic Colt Pistol (набої)
Automatic Colt Pistol (ACP) позначає сімейство набоїв створених Джоном Браунінгом для використання у пістолетах Кольт та Fabrique Nationale de Herstal. Всі ці набої мають пряму гільзу і дуже схожі між собою. .25 ACP, .32 ACP та .38 ACP напівфланцеві з дзеркальним зазором по фланцю, у той час як безфланцеві набої .380 ACP та .45 ACP мають дзеркальний зазор до дульця гільзи.

## Набої ACP
- .25 ACP
- .32 ACP
- .380 ACP
- .38 ACP (застарілий, замінений на .38 Super Automatic)
- .45 ACP

## Історія
Компанія Кольт випускала декілька моделей самозарядних пістолетів. Першим став Colt M1900 який випускався з 1900 по 1902 під набій калібру .38 ACP. Пістолет Colt Model 1903 Pocket Hammer випускався під набій .38 ACP з 1902 по 1928. Військовий пістолет M1905 випускався під набій .45 ACP з 1905 по 1912. M1905 був замінений на військовий пістолет M1911 який випускали до 1970. Пістолет Colt Model 1903 Pocket Hammerless випускався під набій .32 ACP з 1903 по 1941, а пістолет Model 1908 під набій .380 ACP з 1908 по 1941. Пістолет Colt Model 1908 Vest Pocket випускався під набій калібр .25 ACP з 1908 по 1941.